# Inspecteur Sapperdeboere
Inspecteur Sapperdeboere is een personage uit de stripserie De Kiekeboes. Sapperdeboere is een vrij corpulente politie-inspecteur en een echte smulpaap. Hij maakte zijn debuut in De Haar-Tisten (1979). Inspecteur Sapperdeboere draagt steevast een bruin stoffen pak en een klein deukhoedje. De achternaam Sapperdeboere is een Vlaamse bastaardvloek. In het 153ste album 'Achteraf Bekeken' raakt bekend dat de voornaam van Sapperdeboere Desiré is.

## Personage
Sapperdeboere is een levenslustige, dikke man, die graag geniet van lekker eten en drinken. Zijn politiewerk lijdt nogal eens onder zijn eetverslaving. Meestal zijn zijn onderzoeken ondermaats, maar op een of andere manier komt het steeds weer tot een goed einde.
In het album Het geslacht Kinkel bleek hij verliefd op een serveerster, Lientje, maar ze bleek al een vaste vriend te hebben. In Drie bollen met slagroom leek hij de ware liefde gevonden te hebben, maar deze relatie bleek van korte duur te zijn. De rollen werden ook eens omgekeerd, in Over koetjes en kalfjes krijgt hij iets te veel vrouwelijke vormen door te veel vrouwelijke hormonen, en wordt Balthazar verliefd op hem.
In Een koud kunstje (nr. 45) heeft hij zelf een restaurant opgericht, maar de tot leven gewekte Napoleon Bonaparte vernielt het helemaal en hij keert dan maar weer terug naar zijn oude beroep.
In De kus van Mona (nr. 59) eet hij, zonder te weten, bloedworst van menselijk bloed, dat beviel hem niet goed.
In het album De Heeren van Scheurbuyck (nr. 92) is hij Broeder Catwalck, een groot kenner van kruiden.

## Familie
Sapperdeboere heeft een tante, Amanda Rine, die in De anonieme smulpapen chef-koks ontvoerde zodat deze voor de op dieet staande Sapperdeboere konden koken. Wegens deze medeplichtigheid werd hij tijdelijk gedegradeerd tot verkeersagent, en moest hij het verkeer regelen op een kruispunt "met op elke hoek een eetgelegenheid" om hem nog meer te straffen.